# NGC 4887
NGC 4887 ist eine linsenförmige Radiogalaxie vom Hubble-Typ S0/a im Sternbild Jungfrau auf der Ekliptik. Sie ist schätzungsweise 115 Millionen Lichtjahre von der Milchstraße entfernt und hat einen Durchmesser von etwa 45.000 Lichtjahren. Vom Sonnensystem aus entfernt sich die Galaxie mit einer errechneten Radialgeschwindigkeit von näherungsweise 2.700 Kilometern pro Sekunde. Gemeinsam mit NGC 4902 bildet sie ein gravitativ gebundenes Galaxienpaar.
Die Supernova SN 1964D wurde hier beobachtet.
Im selben Himmelsareal befinden sich unter anderem die Galaxien NGC 4856, PGC 44854, PGC 44952, PGC 915975.
Das Objekt wurde am 21. April 1882 von Ernst Wilhelm Leberecht Tempel in Arcetri mit einem 11-Zoll-Refraktor entdeckt, der dabei „very faint. NGC 4902 N.f.“ notierte.